# Bahía Middendorff
La bahía Middendorff (ruso: Залив Миддендорфа) es una bahía profundamente recortada en las orillas de la península de Taymyr. Se encuentra al suroeste del archipiélago de Nordenskiöld en el mar de Kara y está abierta hacia el oeste.

## Geografía
Esta bahía está limitada en su lado oriental por la península de Zaryá, llamada así por el barco Zaryá del barón Eduard von Toll. En el lado norte de la península de Zaryá hay un golfo pequeño llamado Bujta Koloméitseva, nombrado después capitán N. N. Koloméitsev, comandante de la nave Zaryá.
La bahía de Middendorff está rodeada por la desolada costa de la tundra. Está llena de pequeñas islas y grupos de islas, principalmente de la isla Gavrílova, las islas Shren, las islas Krusenstern y las islas más alejadas de la costa, Beluja y Prodolgovaty. Las pequeñas islas Myáchina se encuentran a 3 km del cabo Vilda, más al oeste de la bahía a lo largo de la costa.
El clima en la zona es severo, con inviernos largos y amargos y frecuentes ventiscas y vendavales. Esta desolada bahía está congelada durante unos nueve meses al año e incluso en verano nunca está completamente libre de témpanos de hielo.
La bahía de Middendorff y las islas adyacentes pertenecen a la división administrativa del Krai de Krasnoyarsk de la Federación de Rusia y toda la zona es parte de la Reserva Natural del Estado del Gran Ártico, la reserva natural más grande de Rusia.

## Historia
Esta bahía fue explorada por el geólogo ruso barón Eduard von Toll durante su última aventura, la expedición rusa del Ártico de 1900-1903. Se llamó así por Alexander Theodor von Middendorff, un zoólogo ruso, historiador y explorador de origen báltico-alemán.

## Lecturas
- William Barr, El Último Viaje de Peter Tessem y Paul Knutsen, 1919.
- William Barr, Barón Eduard von Toll’s la última expedición.